# 新北市立五股國民中學
新北市立五股國民中學，簡稱五中，是位於中華民國新北市五股區的中等學校，為五股區唯一的國民中學暨附設補校。校區鄰近五股國小、五股里里辦公處及五股區公所。在學校可俯瞰臺北盆地，風景優美，學習風氣良好。

## 校園環境
- 忠孝樓（一棟）
- 仁愛樓（二棟）
- 信義樓（三棟）
- 和平樓（四棟）
- 工藝大樓
- 永耀明埕
- PU跑道
- 司令台

## 歷任校長
|      |        |           |           |              |
| 任次 | 姓名   | 任職期間  | 任職期間  | 去職原因     |
| 任次 | 姓名   | 上任時間  | 卸任時間  | 去職原因     |
| 1    | 尚文彬 | 1968年7月 | 1975年8月 | -            |
| 2    | 張義明 | 1975年8月 | 1983年3月 | -            |
| 3    | 石越川 | 1983年3月 | 1991年8月 | 轉任竹圍高中 |
| 4    | 陳文宏 | 1991年8月 | 1993年8月 | 轉任竹圍高中 |
| 5    | 陳勇   | 1993年8月 | 1997年8月 | -            |
| 6    | 胡瑞添 | 1997年8月 | 2000年8月 | 轉任新莊國中 |
| 7    | 李月娥 | 2000年8月 | 2004年8月 | 轉任中山國中 |
| 8    | 劉麗梅 | 2004年8月 | 2009年7月 | 退休         |
| 9    | 蔡秀香 | 2009年8月 | 2017年7月 | 退休         |
| 10   | 楊尚青 | 2017年8月 | 2023年7月 | 轉任福營國中 |
| 11   | 陳煌燿 | 2023年8月 | 現任      |              |

## 外部連結
- 新北市立五股國中校園網站 （页面存档备份，存于）